# Alexandru Diaconu
Alexandru Diaconu (n.  ? – d. 7 februarie 1996) a fost un senator român în legislatura 1992-1996, ales în județul Olt pe listele partidului FSN. După deces, a fost înlocuit de senatorul Florea Morlova.

## Legături externe
- Alexandru Diaconu la cdep.ro